# Jacques Bourlé
Pour les articles ayant des titres homophones, voir Bourlet et Bourrelet.
Jacques Bourlé, ou Burlé, né à Longmesnil vers 1524 et mort en mai 1587 est un prêtre catholique français, théologien à la Sorbonne, curé à Paris de 1570 à 1573 et poète. Il publie plusieurs ouvrages, notamment des poèmes de circonstance, et participe aux controverses religieuses contre les protestants.

## Biographie
Jacques Bourlé est né à Longmesnil vers 1524,,. Il semble être issu d'un milieu privilégié, mais il n'existe pas de source pour le prouver.

### Carrière ecclésiastique
Il est chapelain de la chapelle Sainte-Anne dans l'église des Saints-Innocents de 1569 à 1570. Le 10 juillet 1570, il renonce à cette chapellenie pour devenir curé de Saint-Germain-le-Vieux à la place d'Antoine Demouchy, avec qui il permute,. 
Il est curé de Saint-Germain-le-Vieux jusqu'en 1573. En effet, le 15 avril 1573 il permute sa cure avec Nicolas Beurart pour une chapellenie de l'église Saint-Germain-l'Auxerrois. Il reste chapelain de Saint-Germain-l'Auxerrois jusqu'à sa mort. Cette pratique de permutation des charges est considérée comme normale par la hiérarchie ecclésiastique et Bourlé obtient l'autorisation de la faculté de théologie pour le faire.

### Théologien et poète
Il est licencié en théologie le 31 janvier 1568 et docteur le 26 avril 1568. Il est prieur de la Sorbonne en 1566, puis procureur de la Sorbonne en 1579, jusqu'en 1586. Il a une activité importante en Sorbonne, où il enseigne.
Afin de défendre l'eucharistie et les rites de la messe, il publie en 1557 un ouvrage intitulé Du saint sacrement de l'autel qui est une libre traduction, avec des scholies, du troisième livre de la Hiérarchie ecclésiastique de Denis l'Aréopagite, alors confondu avec Denis de Paris en un seul personnage,. Il écrit d'autres ouvrages, violemment antiprotestants,, comme Congratulations au roi de France, où il se félicite de la fin de l'édit de tolérance de janvier 1562,, et Brève adhortation au peuple de France. Il publie également des poèmes de circonstance et des ouvrages de philosophie, traduisant en latin des dialogues de Platon,. Dans sa traduction en latin du Dialogus de philosophia de Platon, Jacques Bourlé se livre à un éloge de la philosophie.
Jacques Bourlé meurt en mai 1587,, laissant beaucoup d'inédits, dont un ouvrage sur les sermons de saint Bernard.

Pages de titres de livres publiés par Jacques Bourlé
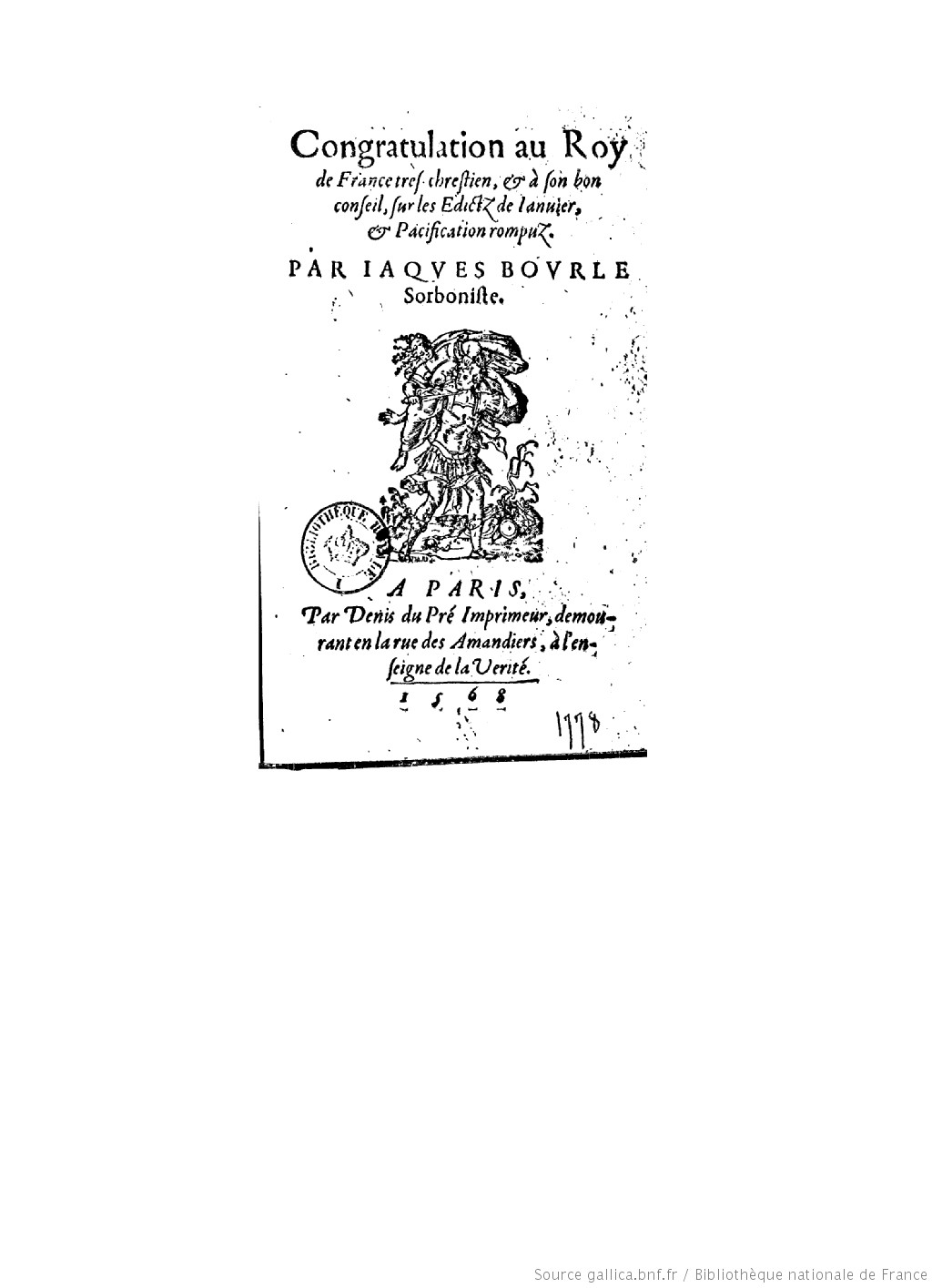
Congratulation au roy de France tres chrestien et à son bon conseil : sur les édictz de janvier et pacification rompuz
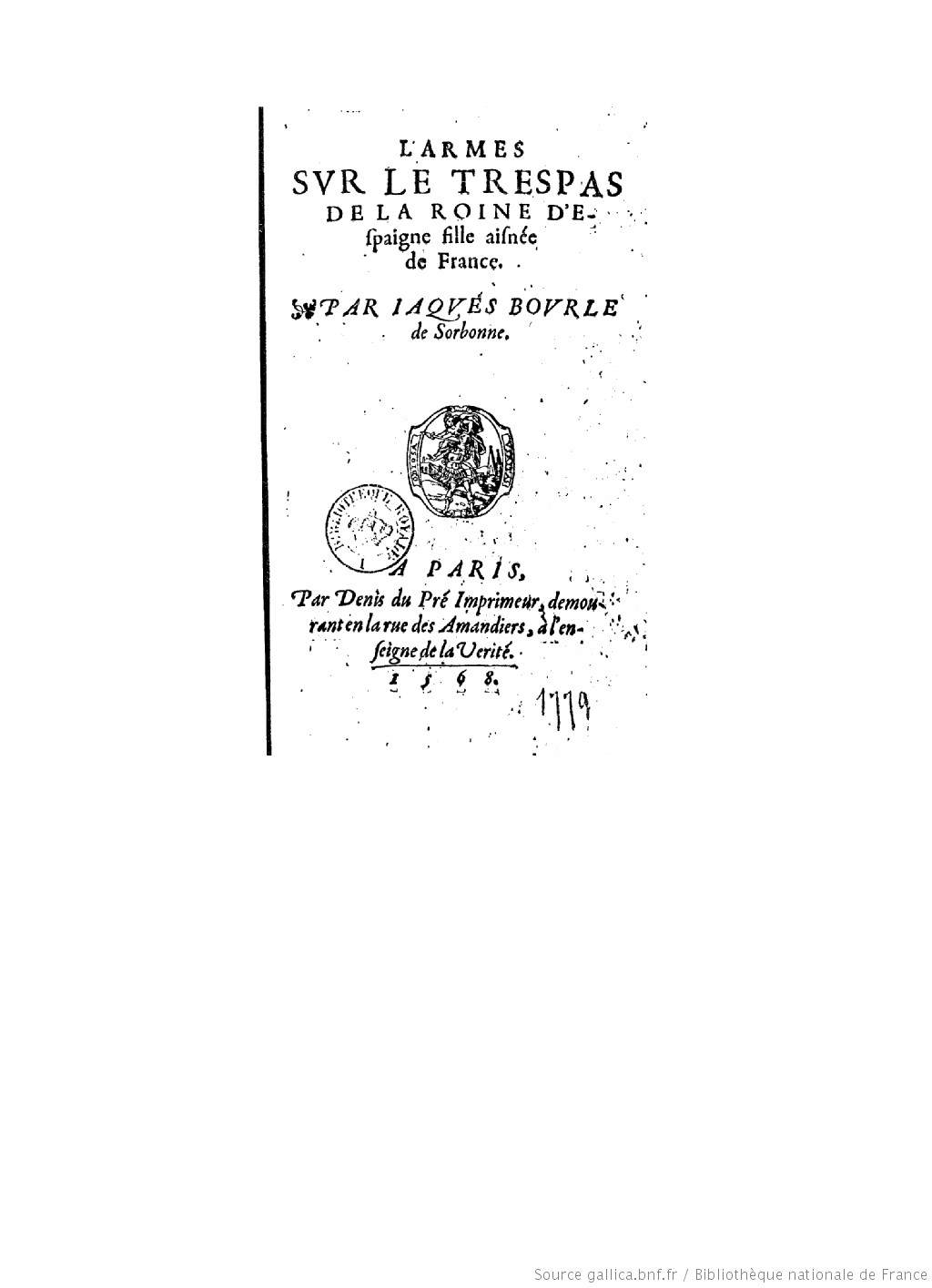
Larmes sur le trespas de la roine d'Espagne
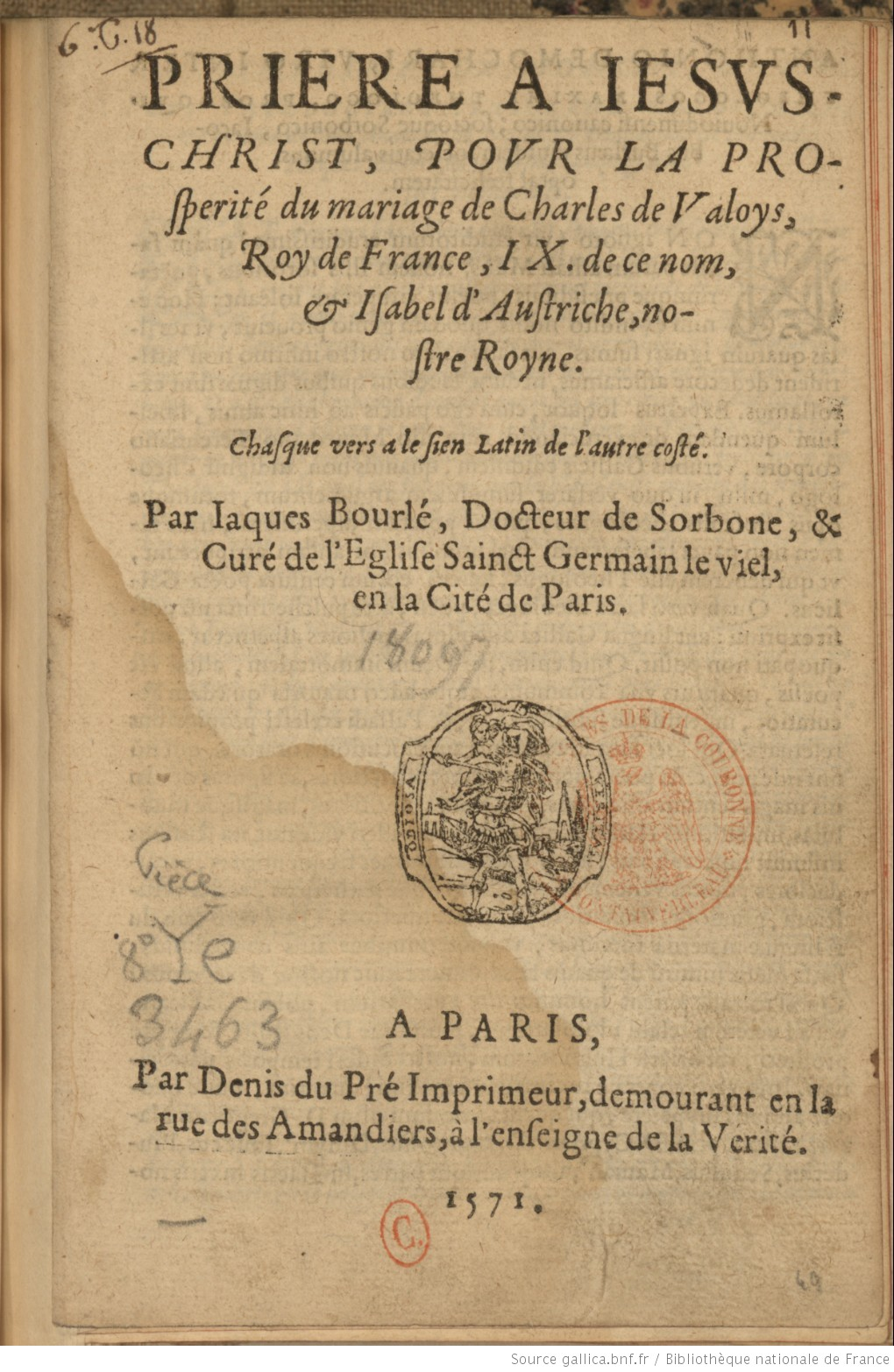
Prière à Jésus-Christ, pour la prospérité du mariage de Charles de Valoys
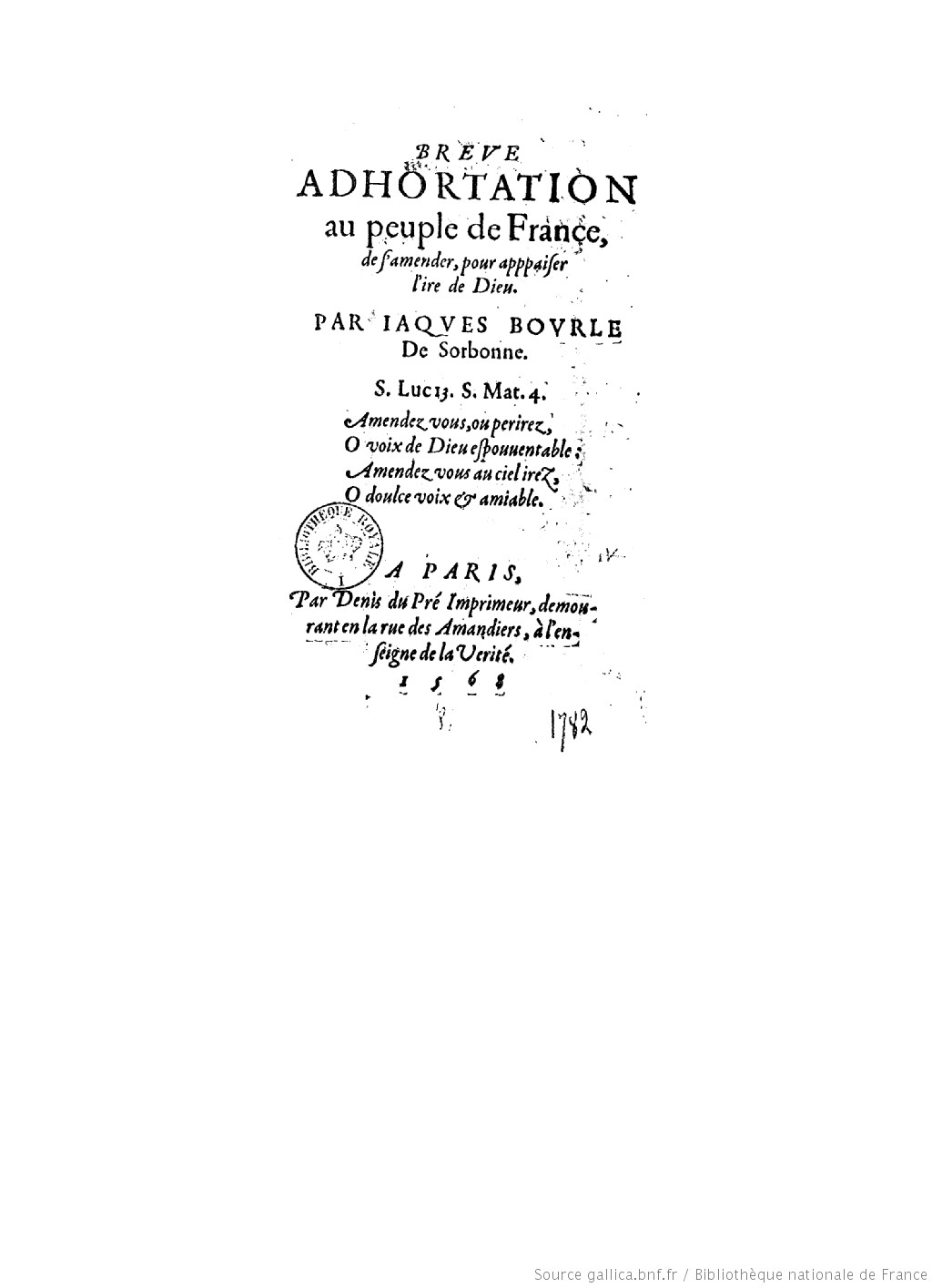
Brève adhortation au peuple de France de s'amender, pour appaiser l'ire de Dieu
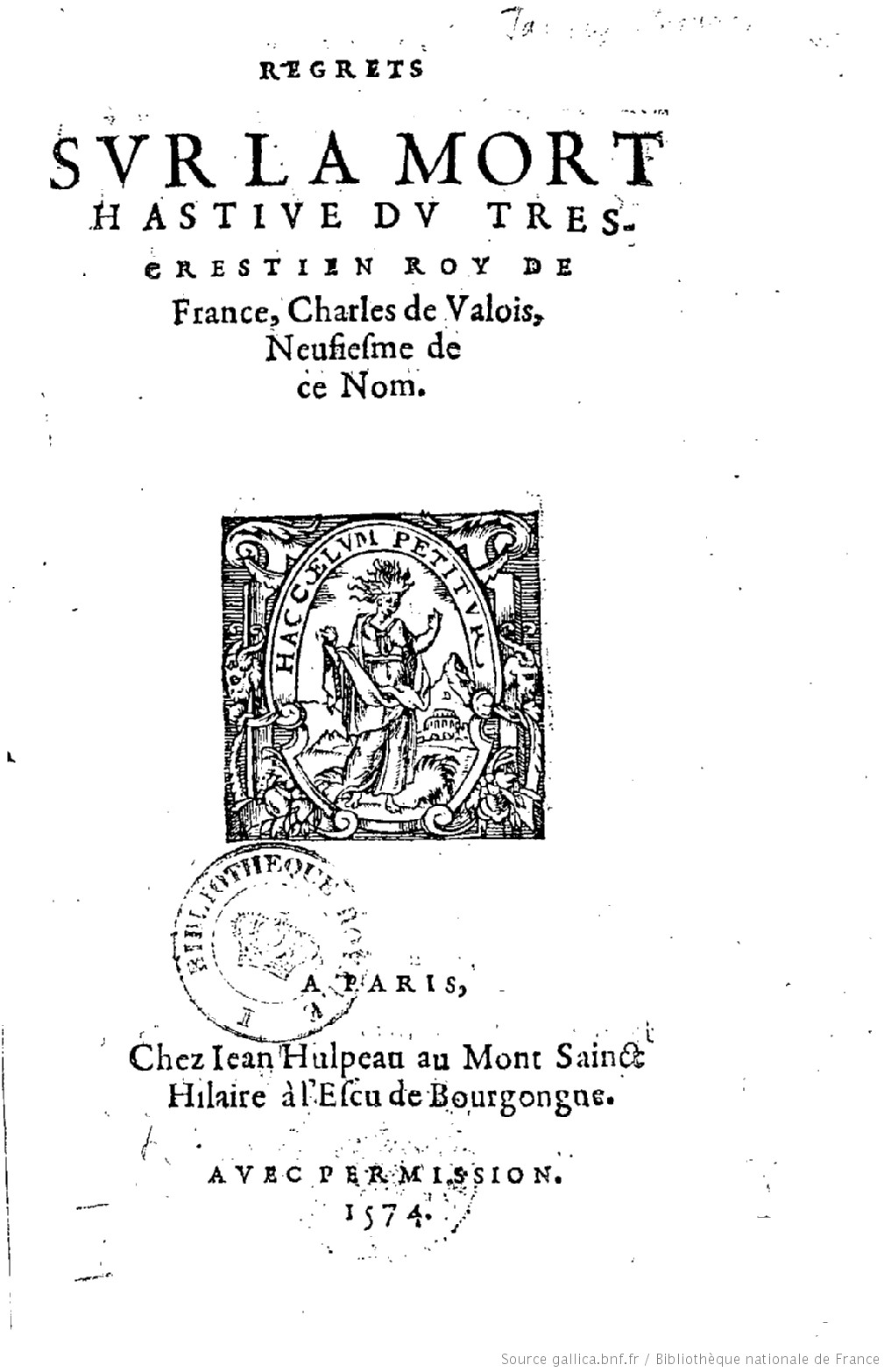
Regrets sur la mort hastive du tres crestien roy de France, Charles de Valois

## Ouvrages
- Du saint sacrement de l'autel, ainsi qu'il est pratiqué en la messe de saint Denys, premier évêque de Paris, apôtre de la France, le tout pris et tourné en français du troisième livre de la Hiérarchie ecclésiastique, Paris, 1557[6],[10],[7].
- (la) Elementa logicae in quibus, quicquid praecipuum et summum est in ipsa logica, maxima brevitate, et non vulgari artificio continetur, Paris, Guillaume Guillard, 1564[6],[11].
- (la) Institutio in disciplinam moralem, qua facile et compendiose quivis intelligere possit quaecumque ab Aristotele docentur in decem libris Ethicorum, Paris, Th. Richard, 1565[12].
- (la) Elementa disciplinae moralis ex Aristotele, et sua institutione in Ethica, Paris, Denis Dupré, 1567[6],[11].
- (la) Dialogus Platonis, qui inscribitur Theages, vel de sapientia, Paris, Denis Dupré, 1568.
- Congratulation au roy de France tres chrestien et à son bon conseil : sur les édictz de janvier et pacification rompuz, Paris, Denis Dupré, 1568, 14 p. (lire en ligne)[6],[3].
- Larmes sur le trespas de la roine d'Espaigne fille aisnée de France, Paris, Denis Dupré, 1568, 7 p. (lire en ligne)[6].
- Brève adhortation au peuple de France de s'amender, pour appaiser l'ire de Dieu, Paris, Denis Dupré, 1568, 12 p. (lire en ligne)[6],[3].
- (la) Deprecatio ad Christum, ut faustae ac foelices sint nuptiae Caroli Valesii, Francorum regis, hujus nominis IX, et Isabellae Austriacae. Quisque versus habet suum gallicum e regione, Paris, Denis Dupré, 1571, 40 p. (lire en ligne)[6],[11].
- Prière à Jésus-Christ, pour la prospérité du mariage de Charles de Valoys, roy de France, IX de ce nom, et Isabel d'Austriche, nostre royne (traduction du précédent), Paris, Denis Dupré, 1571, 32 p. (lire en ligne)[6].
- Regrets sur la mort hastive du tres crestien roy de France, Charles de Valois, neufiesme de ce nom, Paris, Jean Hulpeau, 1574, 8 p. (lire en ligne)[6].
- (la) Epistola divi Pauli apostoli, ad Philemonem versibus elegiacis reddita. Cui duo hymni sunt additi, unus, de Passione, alter de Resurrectione Domini, Paris, 1578[6],[11].